# Claudia Palombi
Claudia Palombi (Roma, 18 dicembre 1997) è una calciatrice italiana, attaccante della Res Roma.

## Biografia
Claudia Palombi è sorella di Simone, anch'esso calciatore e attaccante.

## Carriera
Palombi si appassiona anche al calcio iniziando a giocare fin da giovanissima tesserandosi con la Res Roma, società con la quale disputa il Campionato Primavera conquistando la fascia di capitano.
Le capacità espresse nelle categorie giovanili convincono ben presto la società ad inserirla nella rosa della prima squadra. Fa il suo esordio in Serie A2 nel corso della stagione 2012-2013 contribuendo, pur con una sola presenza in campo, alla promozione delle giallorosse in Serie A.
La sua presenza in prima squadra è compromessa da un grave infortunio subito nell'estate 2013 che la terrà distante dal terreno di gioco per sei mesi. Per un suo impiego più costante deve aspettare la stagione 2014-2015 dove sigla la sua prima rete in Serie A il 18 ottobre 2014, nella partita giocata contro il San Zaccaria, quella segnata al 72' per il definitivo 4-0. Sua è anche la rete siglata al 50', la prima delle tre segnate dalla Res Roma, che consentono di superare per 3-0 l'Acese nei Quarti di finale dell'edizione 2014-2015 di Coppa Italia.
Giornata storica quella del 12 giugno 2015 quando, con due suoi gol, la Res Roma Primavera chiude sul 2 a 2 i 90 minuti regolamentari della finale contro la squadra del Firenze e con un suo rigore decisivo, contribuisce alla vittoria finale e conquista così il titolo di Campione d'Italia 2015.
Al termine della stagione 2017-2018 la Res Roma ha ceduto il proprio titolo sportivo di partecipazione al campionato di Serie A alla neonata AS Roma, svincolando tutte le sue tesserate. Palombi per la stagione 2018-2019 si è accordata con la Lazio, partecipante al campionato di Serie B a girone unico.
Dopo aver giocato alla Res Women per la stagione 2021-22 in Serie C, è tornata alla Lazio per giocare la stagione 2022-23 in Serie B, dove la Lazio era retrocessa dopo una sola stagione in Serie A. Dopo due stagioni in maglia biancoceleste, culminate con la promozione in Serie A, è tornata nuovamente alla Res Roma, continuando a giocare in Serie B.

## Statistiche

### Presenze e reti nei club
Aggiornato al 16 aprile 2025.
| Stagione        | Squadra         | Campionato      | Campionato | Campionato | Coppe nazionali | Coppe nazionali | Coppe nazionali | Primavera | Primavera | Primavera | Altre coppe | Altre coppe | Altre coppe | Totale | Totale |
| Stagione        | Squadra         | Camp            | Pres       | Reti       | Comp            | Pres            | Reti            | Comp      | Pres      | Reti      | Comp        | Pres        | Reti        | Pres   | Reti   |
| --------------- | --------------- | --------------- | ---------- | ---------- | --------------- | --------------- | --------------- | --------- | --------- | --------- | ----------- | ----------- | ----------- | ------ | ------ |
| 2011-2012       | Res Roma        | C               | 22         | 53         | -               | -               | -               | Pri       | 7         | 11        | -           | -           | -           | 29     | 64     |
| 2012-2013       | Res Roma        | A2              | 1          | 0          | CI              | 0               | 0               | -         | -         | -         | -           | -           | -           | 1      | 0      |
| 2013-2014       | Res Roma        | A               | 1          | 0          | CI              | 0               | 0               | Pri       | 8         | 14        | -           | -           | -           | 9      | 14     |
| 2014-2015       | Res Roma        | A               | 13         | 2          | CI              | 5               | 3               | Pri       | 9         | 12        | -           | -           | -           | 27     | 17     |
| 2015-2016       | Res Roma        | A               | 16         | 3          | CI              | 4               | 4               | -         | -         | -         | -           | -           | -           | 20     | 7      |
| 2016-2017       | Res Roma        | A               | 17         | 2          | CI              | 3               | 2               | -         | -         | -         | -           | -           | -           | 20     | 4      |
| 2017-2018       | Res Roma        | A               | 12         | 3          | CI              | 3               | 1               | -         | -         | -         | -           | -           | -           | 15     | 4      |
| 2018-2019       | Lazio           | B               | 16         | 7          | CI              | 0               | 0               | -         | -         | -         | -           | -           | -           | 16     | 7      |
| 2019-2020       | Lazio           | B               | ?          | ?          | CI              | ?               | ?               | -         | -         | -         | -           | -           | -           | ?      | ?      |
| 2020-2021       | Lazio           | B               | ?          | ?          | CI              | ?               | ?               | -         | -         | -         | -           | -           | -           | ?      | ?      |
| 2021-2022       | Res Roma        | C               | ?          | ?          | -               | -               | -               | -         | -         | -         | CIC         | ?           | ?           | ?      | ?      |
| 2022-2023       | Lazio           | B               | 21         | 5          | CI              | 2               | 0               | -         | -         | -         | -           | -           | -           | 23     | 5      |
| 2023-2024       | Lazio           | B               | 27         | 6          | CI              | 2               | 0               | -         | -         | -         | -           | -           | -           | 29     | 6      |
| Totale Lazio    | Totale Lazio    | Totale Lazio    | 92         | 23         | -               | 4+              | 0+              | -         | -         | -         | -           | -           | -           | 96+    | 23+    |
| 2024-2025       | Res Roma        | B               | 23         | 7          | CI              | 1               | 0               | -         | -         | -         | -           | -           | -           | 24     | 7      |
| Totale Res Roma | Totale Res Roma | Totale Res Roma | 105+       | 70+        | -               | 16+             | 9+              | -         | 24        | 37        | -           | -           | -           | 116    | 111    |
| Totale          | Totale          | Totale          | 121        | 77         | -               | 16              | 9               | -         | 24        | 37        | -           | -           | -           | 132    | 118    |

## Palmarès

### Club
- Campionato italiano di Serie B: 2

Lazio: 2020-2021, 2023-2024
- Campionato italiano di Serie A2: 1

Res Roma: 2012-2013

### Giovanili
- Campionato Primavera: 1

Res Roma: 2014-2015